# Saint Lawrence (Jersey)
Saint Lawrence (Jèrriais: St Louothains) ist eine der zwölf Gemeinden (Parishes) von Jersey. Die Gemeinde liegt im Zentrum der Insel. Sie umfasst 5259 Vergées (10 km², 8 % der Inselfläche).
Nachbargemeinden sind Saint Peter und Saint Mary
im Westen, Saint John im Norden und Nordosten sowie Saint Helier im Osten. Im Süden hat die Gemeinde eine Grenze an der Bucht von St. Aubin (englisch: St. Aubin’s Bay).

## Sehenswürdigkeiten
Die größten Sehenswürdigkeiten der Gemeinde sind das Freiluftmuseum von Hamptonne und die German War’s Tunnel. Zu ihnen gehört auch die St. Matthew’s Church in der Nähe des Strands von St. Aubin.

## Bevölkerungsentwicklung
Historische Populationen:
- 1991: 4561
- 1996: 4773
- 2001: 4702
- 2011: 5418[2]

## Politik
Die Gemeinde ist in sechs Gemeindeteile (vingtaines) eingeteilt:
- La Vingtaine Haut de la Vallée
- La Vingtaine Bas de la Vallée
- La Vingtaine du Coin Hatain
- La Vingtaine du Coin Motier
- La Vingtaine du Coin Tourgis Nord
- La Vingtaine du Coin Tourgis Sud

St. Lawrence bildet einen Wahlbezirk und wählt zwei Abgeordnete. Der Le Connétable (im Deutschen etwa: Gemeindedirektor oder auch Gemeindevorsteher) ist zusätzlich ein gesetztes Mitglied.
Alle Gemeinden von Jersey, demzufolge auch Saint Lawrence, haben eine Ehrenpolizei aus freiwilligen Mitgliedern, die, polizeiähnlich organisiert, bestimmte Rechte besitzen.

## Bildung
Saint Lawrence verfügt mit Bel Royal und St Lawrence über zwei Grundschulen, denen beiden jeweils eine Kinderkrippe (nursery) angeschlossen ist.

## Persönlichkeiten
In St. Lawrence lebte ab 1959 der britische Polarforscher George Binney (1900–1972).

## Partnergemeinde
Einzige Partnergemeinde ist zurzeit (2017):
 Barneville-Carteret (Département Manche), Frankreich